# Gonatus onyx
Espèce
Statut de conservation UICN

 LC  : Préoccupation mineure
Le calmar-agate ou calmar aux yeux noirs (Gonatus onyx) est une espèce de calmar de la famille des gonatidés.

## Distribution
Cette espèce se rencontre dans l'océan Pacifique Nord du Japon à la Californie.

## Référence
- Young, 1972 : The systematics and areal distribution of pelagic cephalopods from the seas off southern California. Smithsonian Contributions to Zoology, n. 97, p. 1-159.